# Pujehun
Pujehun est une ville située dans la province du Sud, en Sierra Leone.